# Särna
Särna est une localité de la commune d'Älvdalen, dans le comté de Dalécarlie, en Suède. Elle est située sur l'Österdalälven, près de la frontière norvégienne. La principale activité de la localité est le tourisme.